# QuetzSat 1
QuetzSat 1 – meksykański geostacjonarny sztuczny satelita telekomunikacyjny, pracujący na pozycji 77°W.

## Historia
Firma SES S.A. ogłosiła w lutym 2009 roku podpisanie umowy, poprzez SES Satellite Leasing Limited, z producentem satelitów Space Systems/Loral na budowę satelity telekomunikacyjnego wysokiej mocy do obsługi terytorium Ameryki Środkowej, w szczególności Meksyku, i Ameryki Północnej. 
QuetzSat-1 jest obsługiwany przez spółkę zależną EchoStar, we współpracy z Dish Mexico (joint venture z DISH Network) - firmą powołaną do świadczenia usług DTH na terenie Meksyku.
Statek zajmuje pozycję 77°W na orbicie geostacjonarnej, do której prawa (wraz z koncesją do nadawania z niej) rząd Meksyku cedował w 2005 na rzecz firmy QuetzSat S. de R.L. de C.V., meksykańskiej firmy, które właścicielem jest SES i krajowi inwestorzy.

## Budowa i działanie
Statek został zbudowany przez Space Systems/Loral na bazie platformy LS-1300. Przesyła głównie obraz telewizyjny w formie usługi DTH za pomocą równoważnika 32 transponderów pasma Ku, o łącznej mocy ok. 20 kW. Napęd satelity stanowi silnik chemiczny R-4D i 4 silniki plazmowe SPT-100.
Planowany czas działania satelity wynosi 15 lat.